# Kouban Krasnodar (2018)
Ne pas confondre avec le Kouban Krasnodar, club du même nom ayant existé de 1928 à 2018.
Maillots
Actualités
Le Kouban Krasnodar (en russe : «Кубань» Краснодар) est un club de football russe basé à Krasnodar. Fondé le 4 juin 2018, le club évolue depuis au sein de la zone Sud de la troisième division russe, disputant ses matchs au stade Kouban.

## Histoire

### Fondation (2018)
La création du club trouve ses origines dans la disparition du club historique de la ville de Krasnodar, le Kouban, au cours du mois de mai 2018. Peu après cet événement, une nouvelle entité juridique privée est enregistrée dès le 4 juin suivant par l'entrepreneur de 37 ans Artur Karejev, ancien joueur professionnel ayant évolué dans les divisions inférieures russes. Le nom du club reste incertain pendant un certain temps, celui-ci devant d'abord prendre l'appellation Iekaterinodar (ancien nom de la ville de Krasnodar) avant de finalement être enregistré par la Ligue de football professionnel (PFL) sous le nom Ourojaï (signifiant « récolte ») pour des raisons incertaines. Reprenant les traditionnelles couleurs jaune et vertes du Kouban tandis qu'il décide d'évoluer dans le stade Kouban, l'Ourojaï est ainsi considéré comme le successeur direct du club défunt, le gouverneur du kraï de Krasnodar Veniamine Kondratiev parlant alors d'un « redémarrage »,.
Dans la foulée de son enregistrement par la PFL, l'équipe obtient une licence pour prendre part à la troisième division russe lors de la saison 2018-2019, tandis que Vladimir Gazzaïev est nommé entraîneur principal et que l'ancien directeur sportif du Kouban, Alekseï Zinine, prend le poste de directeur général. Les jours suivant la fondation effective de l'Ourojaï sont cependant très troubles, des rumeurs de changement de nom apparaissant dès le début du mois de juillet, Ioug et Neftianik étant cette fois évoqués comme appellations possibles. En parallèle la participation-même de l'équipe en championnat reste encore très incertaine à la mi-juillet, aucun joueur sous contrat n'étant alors enregistré au sein de l'effectif. Dans ce contexte, Gazzaïev et Zinine quittent finalement le club le 18 juillet tandis qu'Ievgueni Kalechine prend dans la foulée le poste d'entraîneur. Ces incertitudes conduisent par ailleurs à l'énervement d'une partie des supporters de l'ancien Kouban, qui décident de boycotter le nouveau club et de refonder le Kouban au niveau amateur dès l'été 2018,.

### Débuts en championnat et montée en deuxième division (depuis 2018)
Le premier match officiel du club est joué le 21 juillet dans le cadre du premier tour de la Coupe de Russie et voit l'équipe principalement composée de jeunes joueurs locaux être battue par l'équipe amateur du Kouban Holding Pavlovskaïa,, tandis que la première rencontre en championnat disputée quatre jours plus tard voit l'Ourojaï l'emporter 3-1 contre l'Akademia Rostov. Les propriétaires du club sont établis le 20 août 2018, les sociétés Optima Ioug et Rostagro se partageant respectivement 70 % et 30 % de ses parts. Auteur d'une très bonne saison en championnat sous les ordres de Kalechine puis de Nikolaï Pissarev à partir du mois de décembre 2018, l'équipe termine finalement deuxième de la zone Sud pour sa première saison d'existence, échouant à trois points du Tchaïka Pestchanokopskoïe et d'une éventuelle promotion en deuxième division. La fin de la saison est cependant entachée par la suspension du directeur général Dmitri Gradilenko pour un an en juin 2019 pour avoir tenté d'influencer le résultat d'une rencontre dans le cadre de la course pour la première place, tandis que Pissarev s'en va pour laisser sa place à Andriy Yudin. Dans la foulée de cette condamnation, le club se voit interdit de recrutement par la fédération russe en raison du non-paiement du salaire de certains joueurs, une décision confirmée un mois plus tard. La saison 2019-2020 démarre très difficilement pour l'Ourojaï, qui végète cette fois dans le bas du classement et doit notamment attendre la neuvième journée pour enregistrer sa première victoire face au Biolog-Novokoubansk. En conséquence, l'entraîneur Yudin est relégué au rang d'adjoint tandis qu'Andreï Gordeïev reprend le poste au début du mois d'octobre 2019.
Au mois de décembre 2019, la direction du club annonce le renommage de l'équipe sous le nom Kouban. Ce changement de nom est officiellement accepté par la fédération russe de football le 24 juillet 2020 avec la condition que l'équipe ne puisse pas revendiquer l'héritage sportif de l'ancien Kouban Krasnodar. Par la suite, l'équipe s'impose au sein de son groupe de troisième division lors de la saison 2020-2021 et obtient l'accession à l'échelon supérieur dans la foulée.
Les débuts du Kouban en deuxième division s'avèrent particulièrement chaotiques, notamment en ce qui concerne le poste d'entraîneur avec l'arrivée dans un premier temps de Sergueï Pervouchine (en) au mois de juin 2021 qui est finalement remplacé deux mois plus tard par Aleksandr Totchiline après seulement cinq matchs disputés qui voient déjà le club lutter pour son maintien. Plombées en parallèle par de nombreuses blessures, les performances sportives ne s'améliorent guère par la suite et Totchiline doit lui aussi quitter ses fonctions après deux mois en poste dès le 12 octobre tandis que l'équipe se place dernière au classement avec huit points en seize rencontres. Au contraire, son remplaçant Robert Ievdokimov parvient rapidement à redresser la pente, démarrant notamment sur une série de quatre victoires consécutives à son arrivée et faisant sortir le Kouban de la zone de relégation juste avant la trêve hivernale. Cette bonne dynamique se poursuit tout au long de la deuxième partie de saison tandis que le Kouban finit par se maintenir confortablement en terminant dans le milieu du classement.
Pour sa deuxième saison au deuxième échelon, le club connaît à nouveau des débuts difficiles qui le font chuter dans les places de relégation à la fin d'octobre. Après l'élimination en Coupe de Russie face au Volga Oulianosk, l'entraîneur Robert Ievdokimov est démis de ses fonctions le 16 novembre 2022.

## Bilan par saison
| Saison    | Championnat | Championnat | Championnat | Championnat | Championnat | Championnat | Championnat | Championnat | Championnat | Championnat | Coupe de Russie     |
| Saison    | Division    | Pos         | Pts         | J           | V           | N           | D           | BP          | BC          | Diff        | Coupe de Russie     |
| --------- | ----------- | ----------- | ----------- | ----------- | ----------- | ----------- | ----------- | ----------- | ----------- | ----------- | ------------------- |
| 2018-2019 | 3e Sud      | 2e          | 67          | 28          | 20          | 7           | 1           | 47          | 19          | +28         | 256es de finale     |
| 2019-2020 | 3e Sud      | 11e         | 20          | 19          | 5           | 5           | 9           | 22          | 37          | -15         | 256es de finale     |
| 2020-2021 | 3e Groupe 1 | 1er         | 80          | 32          | 26          | 2           | 4           | 88          | 22          | +66         | 128es de finale     |
| 2021-2022 | 2e          | 12e         | 49          | 38          | 13          | 10          | 15          | 45          | 48          | -3          | Huitièmes de finale |
| 2022-2023 | 2e          | 14e         | 37          | 34          | 9           | 10          | 15          | 36          | 41          | -5          | Huitièmes de finale |
| 2023-2024 | 2e          | en cours    | en cours    | en cours    | en cours    | en cours    | en cours    | en cours    | en cours    | en cours    | 32es de finale      |

Légende
- Promotion en division supérieure
- Relégation en division inférieure

## Entraîneurs
La liste suivante présente les différents entraîneurs connus du club.
- Vladimir Gazzaïev (juin 2018-juillet 2018)
- Ievgueni Kalechine (juillet 2018-décembre 2018)
- Nikolaï Pissarev (décembre 2018-juin 2019)
- Andriy Yudin (en) (juin 2019-septembre 2019)
- Andreï Gordeïev (octobre 2019-septembre 2020)
- Pavel Mogilevski (en) (octobre 2020-juin 2021)
- Sergueï Pervouchine (en) (juin 2021-août 2021)
- Aleksandr Totchiline (août 2021-octobre 2021)
- Robert Ievdokimov (octobre 2021-novembre 2022)
- Oleg Netchaïev (en) (intérim) (novembre 2022-janvier 2023)
- Andreï Sosnitski (en) (janvier 2023-mai 2023)
- Aleksandr Grigoryan (mai 2023-septembre 2023)
- Vadim Ievseïev (septembre 2023-avril 2024)
- Robert Ievdokimov (depuis avril 2024)

## Historique du logo

2018-2020
2020-2021
2021-2024
Depuis 2024